# Юрьево (Некрасовский район)
Юрьево — деревня в Некрасовском районе Ярославской области. Входит в состав сельского поселения Красный Профинтерн.

## География
Находится в восточной части Ярославской области на расстоянии приблизительно 12 км на запад по прямой от административного центра района поселка Некрасовское в левобережной части района.

## История
Деревня была отмечена еще на карте 1798 года. В 1859 году здесь (деревня Ярославского уезда Ярославской губернии) было учтено 33 двора, в 1898 — 33.

## Население
Численность населения: 212 человек (1859 год), 2 (русские 100 %) в 2002 году, 2 в 2010.